# Iredell (Texas)
Pour les articles homonymes, voir Iredell.
Iredell est une petite ville située au nord-ouest du comté de Bosque, au Texas, aux États-Unis,.

## Démographie
Lors du recensement de 2010, la ville comptait une population de 339 habitants. Elle est estimée, le 1er juillet 2019, à 357 habitants.

### Source de la traduction
- (en) Cet article est partiellement ou en totalité issu de l’article de Wikipédia en anglais intitulé « Iredell, Texas » (voir la liste des auteurs).